# علی‌آباد سنگری
علی‌آباد سنگری یا سنگری حاجی جان محمد روستایی در دهستان چشمه زیارت بخش مرکزی شهرستان زاهدان استان سیستان و بلوچستان ایران است.

## جمعیت
بر پایه سرشماری عمومی نفوس و مسکن در سال ۱۳۹۵ جمعیت این روستا ۶۳ نفر (۲۰خانوار) بوده‌است.